# Ойос-Шпринценштейн, Иоганн Эрнст
Рейхсграф Иоганн Эрнст Ойос-Шпринценштейн, Фрайгерр фон Штихзенштейн (нем. Johann Ernst Hoyos von Sprinzenstein, Freiherr von Stichsenstein; 24 февраля 1779[…], Хорн, Нижняя Австрия — 28 октября 1849, Хорн, Нижняя Австрия) — австрийский дворянин, генерал и придворный. Он принимал участие в наполеоновских войнах в качестве добровольца, дослужившись до звания фельдмаршала. В то же время, он активно служил на придворных службах и был имперским верховным егерем с 1831 по 1849 год. Он был владельцем нескольких поместий в Нижней Австрии, а также кавалером Ордена Золотого Руна.

## Биография

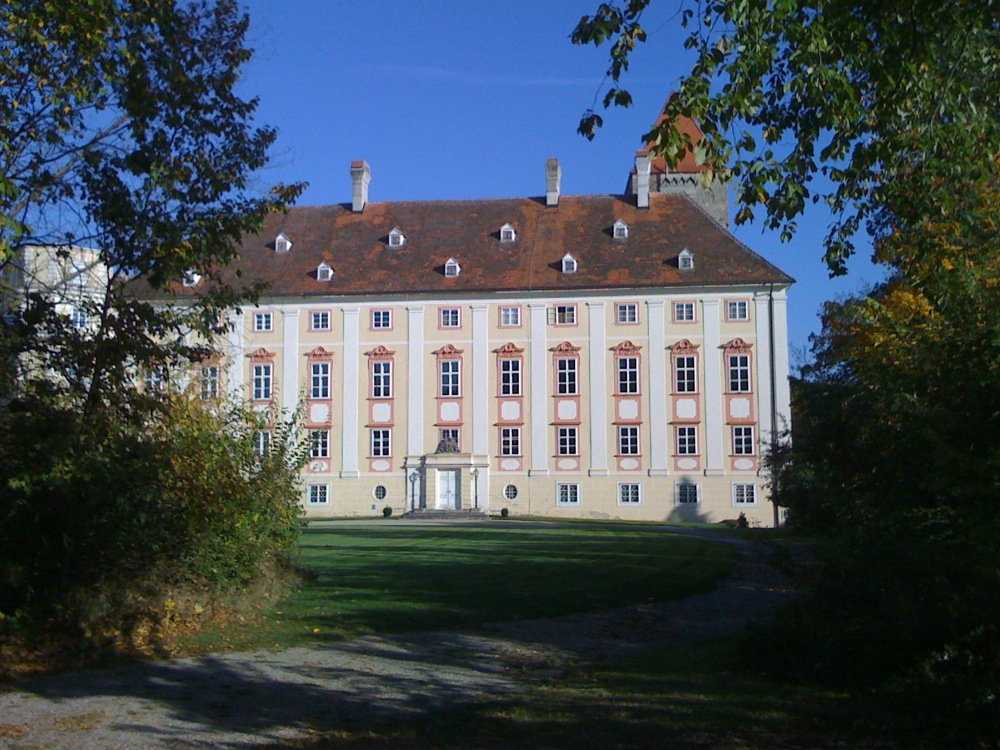
Замок Хорн, главная резиденция семьи Ойос.

Он происходил из старинного дворянского рода Ойос родом из Испании, осевшего в Габсбургской монархии с XVI века. Он был единственным сыном графа Яна Филипа Ойоса (1747—1803) от его матери Марии Кристины Клари-Альдринген (1755—1821). Во время наполеоновских войн он поступил добровольцем в армию и принимал участие во всех кампаниях до 1815 года. Между тем, он был назначен императорским камергером в 1803 году, а в 1815 году достиг звания полковника в армии. В 1821 году он был назначен Тайным советом и стал верховным гофмейстером наследника престола эрцгерцога Фердинанда. В конце концов он достиг должности высшего охотника императорского двора (1831—1849), также продолжал продвигаться в армейских чинах (генерал-майор в 1836, фельдмаршал в 1840). В 1836 году он получил орден Золотого руна, а также был кавалером ордена Леопольда. Весной 1848 года он стал командующим Национальной гвардией в Вене, но не смог разрядить революционное напряжение и удалился в свои поместья. Его основной резиденцией был замок Хорн, он также владел рядом других поместий в Австрии (Гутенштайн, Дрозендорф, Хохенберг, Розенбург), занимал должности в губернской администрации Нижней Австрии. Он умер в замке Хорн в результате травм, полученных после падения с лошади.

## Семья
Его женой с 1799 года была графиня Мария Терези Шлабрендорф (1781—1862), Дама Дворца и Дама Ордена Звездного Креста, от которой у него было восемь детей. Наследником семейного имущества стал сын Йиндржих (1804—1854). Из дочерей — Каролина (1811—1875) вышла замуж за генерала графа Франтишека Ламберга (1790—1848), убитого в Будапеште во время революции 1848 года. Младшая из дочерей Сидония (1818—1898) была женой графа Прокопа Лажанского Буковского (1809—1875).

## Почести и память
В 1900 году в его честь была названа улица Ойосгассе в Вене в районе Виден.